# Ермолов, Алексей Петрович
Алексе́й Петро́вич Ермо́лов (24 мая [4 июня] 1777, Москва — 11 [23] апреля 1861, там же) — военный и государственный деятель Российской империи, дипломат, участник Наполеоновских и Кавказской войн, генерал от инфантерии (20 февраля 1818) с зачислением по артиллерии (27 августа 1837). Главноуправляющий гражданской частью и пограничными делами в Грузии, Астраханской и Кавказской губерниях. Командующий Отдельным Кавказским корпусом (09.04.1816—28.03.1827). Автор мемуаров.

## Биография

### Происхождение и ранние годы
Родился в Москве в 1777 году. Происходил из старинного дворянского рода Ермоловых. Его отец, Пётр Алексеевич Ермолов (1747—23.05.1832), был помещиком, владельцем небольшого имения в 150 душ в Мценском уезде Орловской губернии. В царствование Екатерины II он занимал должность правителя канцелярии генерал-прокурора графа А. Н. Самойлова, а с вступлением на престол Павла I был отправлен в отставку в чине статского советника с вручением ордена Св. Владимира 2-й степени и поселился в своей деревне Лукьянчикове.
Мать — Мария Денисовна Каховская, урождённая Давыдова, находилась во втором браке за его отцом, в первом же браке была за генералом Михаилом Васильевичем Каховским (1734—1800), от которого имела сына и двух дочерей. По отзывам современника, была «барыня умная, но капризная и никого не щадила злословием». По матери Алексей Ермолов находился в родстве с Давыдовыми, Потёмкиными, Раевскими, Орловыми и Каховскими. Знаменитый партизан и поэт Денис Давыдов доводился ему двоюродным братом.
Как тогда было принято, ещё во младенчестве Ермолов был записан в военную службу: в 1778 году он был зачислен каптенармусом лейб-гвардии Преображенского полка, а вскоре — сержантом этого полка. Первоначально воспитывался в доме своих родственников, орловских помещиков Щербинина и Левина.
Образование получил в Московском университетском пансионе, куда принимались мальчики 9—14 лет дворянского происхождения. Пансион готовил к военной, статской, придворной и дипломатической службе. Был определён в Благородный пансион (1784) на попечение к профессору И. А. Гейму, у которого учился до 1791 года. Судьбой молодого Ермолова неоднократно интересовался директор Московского университета П. И. Фонвизин и за успехи в учёбе дарил ему книги .
В детстве Ермолов зачитывался Плутархом, особенно жизнеописаниями Цезаря и Александра Македонского. Зачислен унтер-офицером в лейб-гвардии Преображенский полк 5 января 1787 года.

### В армии

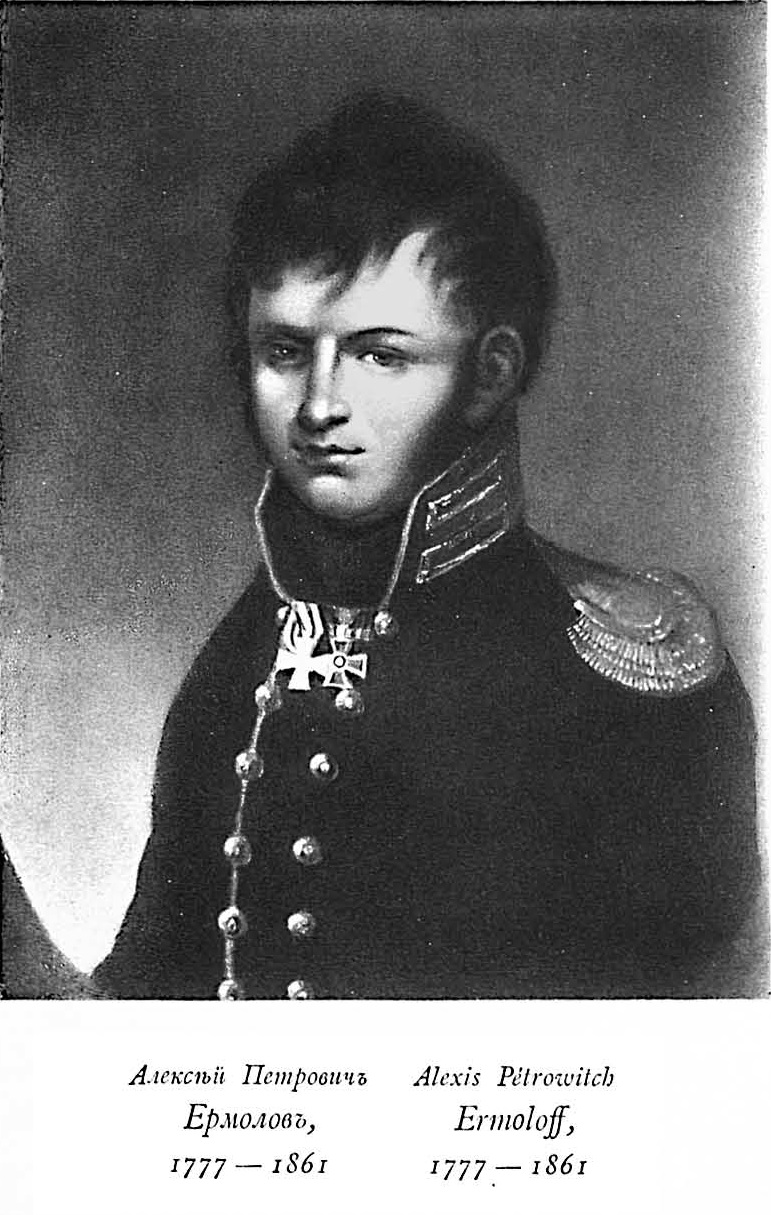
А. П. Ермолов. «Русские портреты XVIII и XIX столетий»

В 1792 году в чине капитана гвардии 15-летний Алексей переехал в Петербург и был зачислен в Нижегородский драгунский полк, стоявший на Кавказе. Он, однако, остался в Петербурге адъютантом при генерал-прокуроре графе Самойлове, у которого отец Ермолова был тогда правителем канцелярии. Вскоре Ермолов поступил в шляхетский артиллерийский корпус, выгоднее других тогдашних учебных заведений обставленный научными средствами. В 1793 году Ермолов выдержал экзамен с особым отличием и, в составе корпуса Дерфельдена, уже артиллеристом, выступил в поход против Польши.

#### Польская кампания
В 1794 году начал служить под начальством Александра Суворова. Получил боевое крещение во время Польской кампании (подавления Польского восстания под предводительством Костюшко). Отличился, командуя батареей, при штурме предместья Варшавы, за что был удостоен ордена Святого Георгия 4-й степени.

#### Командировка в Италию и война первой коалиции
9 января 1795 года Ермолов вернулся в Санкт-Петербург, где был определён во 2-й бомбардирский батальон. Однако в том же году по протекции графа А. Н. Самойлова он был командирован с доверенным чиновником по финансовым делам Вюрстом в Италию. Последний направлялся туда с целью решения банковских вопросов в Генуэзской республике.
Для Ермолова командировка с Вюрстом носила чисто формальный характер, так как сам он в коммерческих делах был абсолютно «бесполезен» и, соответственно, никаких обязанностей не нёс. При этом, граф А. А. Безбородко выдал Ермолову рекомендательное письмо на имя австрийского канцлера барона Ф. фон Тугута, с просьбой позволить данному русскому юноше в составе австрийских войск принять участие в боевых действиях против французов в Италии. После передачи письма адресату Ермолов в ожидании ответа принялся путешествовать по городам Италии, посещая музеи и прочие значимые культурные объекты. Именно в то время Ермолов заложил основы своих коллекции гравюр и личной библиотеки.
По получении разрешения на зачисление в действующую австрийскую армию Ермолов был прикомандирован к Главной квартире австрийского главнокомандующего генерала Девиса[уточнить], который после участия в сражении с турецкими войсками при Рымнике в 1789 году питал к русским «величайшее уважение». Там он в качестве волонтёра был причислен к кроатской иррегулярной лёгкой кавалерии, в частях которой принимал участие в боевых действиях против французской армии на севере Италии в Приморских Альпах.

#### Персидский поход
В 1796 году был зачислен в отряд генерал-майора С. А. Булгакова, в составе которого принял участие в Персидском походе под начальством генерал-аншефа графа В. А. Зубова. За отличие при осаде крепости Дербент был удостоен ордена Святого Владимира 4-й степени с бантом. Получил чин подполковника. Между войнами жил в Москве и Орле.

### Опала
В 1798 году, вскоре после ареста его старшего брата графа Александра Михайловича Каховского, Ермолов также был арестован, а затем уволен со службы и отправлен в ссылку в своё поместье по делу о создании Смоленского офицерского политического кружка и по подозрению в участии в заговоре против императора Павла I. Члены кружка обменивались вольнодумными взглядами, предвещавшими декабристов, и в переписке отзывались о государе «крайне непочтительно». Юный Ермолов знал о деятельности и планах руководителей «организации» немного. Тем не менее его дважды брали под стражу и продержали целый месяц в Алексеевском равелине Петропавловской крепости.
После военного суда Ермолов был сослан на жительство в Кострому. Здесь ссылку с ним делил казак Матвей Платов, ставший с той поры его другом. Ермолов усердно занимался самообразованием, выучился у местного протоиерея латинскому языку и в подлиннике читал римских классиков, уделяя особое внимание «Запискам о Галльской войне». Костромской губернатор предлагал ему своё заступничество перед императором, но Ермолов оставался в ссылке до смерти Павла I. Помилован указом Александра I от 15 марта 1801 года.

### Наполеоновские войны

#### Войны коалиций (1805—1807)
Освобождённый Ермолов, по собственному его признанию, «с трудом получил (в 1802 году) роту конной артиллерии», расположенную в Вильне. Мирная служба его томила. «Мне 25 лет, — занёс он тогда в свои записки, — недостаёт войны». Последняя запись не заставила себя долго ждать: начались войны коалиций с наполеоновской Францией (1805, 1806—1807).

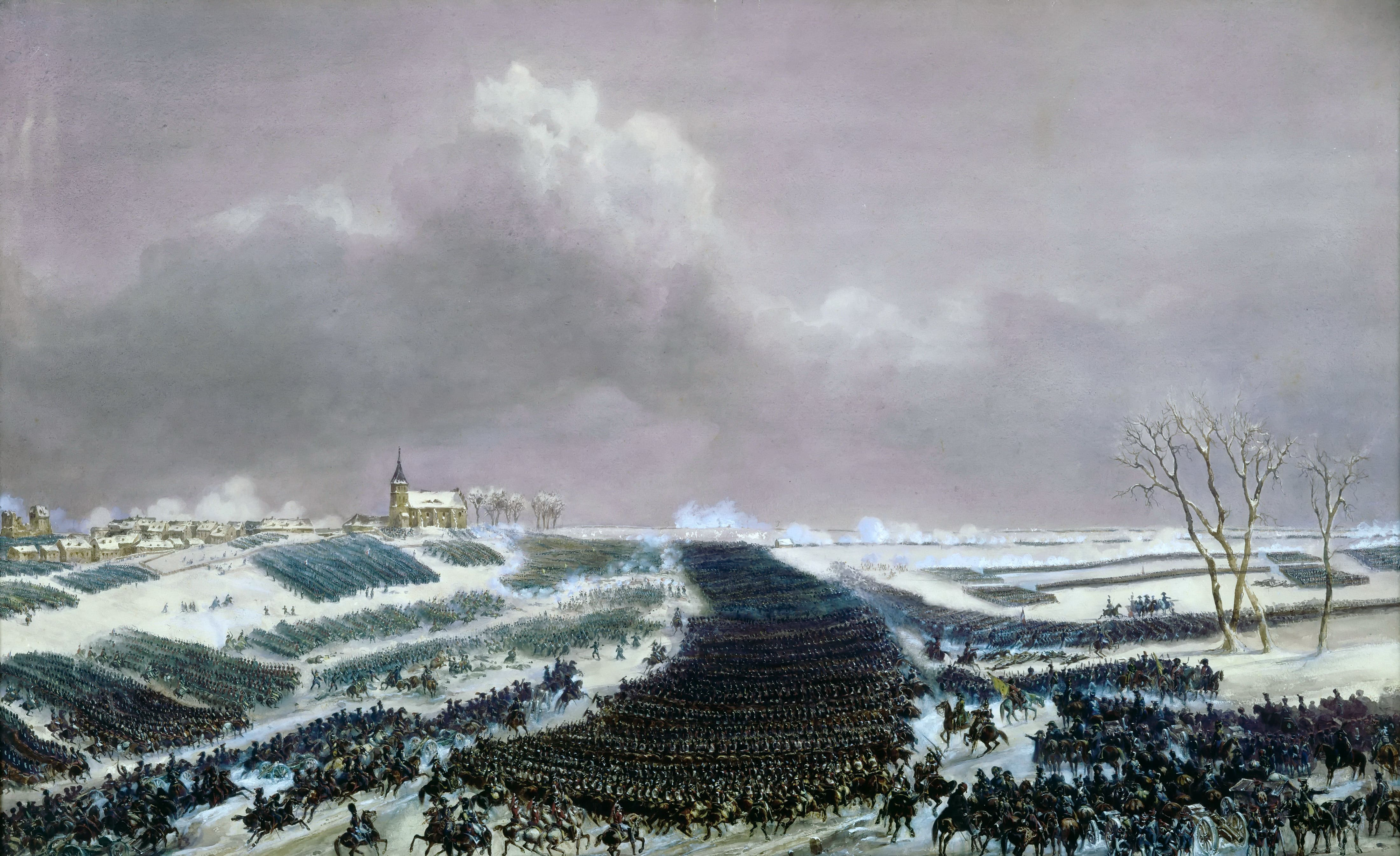
Битва при Прейсиш-Эйлау
(художник Жан-Антуан-Симеон Форт)

В 1805 году рота Ермолова была назначена в состав армии Кутузова, двинутой в помощь Австрии против Франции. Догоняя армию, Ермолов шёл всё время «ускоренными маршами», но, несмотря на 2-месячный поход, представил по дороге свою роту Кутузову в таком образцовом порядке, что последний сказал, что будет иметь его в виду, и оставил роту в своём распоряжении как резерв артиллерии.
Под Амштеттеном Ермолов был в первый раз в бою с конной артиллерией. Он остановил неприятеля и дал эскадронам возможность собраться и удержаться на месте под сильным натиском противника, а занятием одной возвышенности и метким огнём не допустил неприятеля устроить батарею, которая могла нанести большой вред русским войскам. Однако награды за этот подвиг Ермолов не получил из-за противодействия Аракчеева. Во время смотра в Вильне тот высказал неудовольствие утомлённостью лошадей роты Ермолова, на что услышал: «Жаль, Ваше сиятельство, что в артиллерии репутация офицеров зависит от скотов». Будущий военный министр принял это замечание на свой счёт и, будучи уязвлён, какое-то время препятствовал карьере молодого офицера в артиллерии. Впоследствии стал его покровителем.
Под Аустерлицем, когда дивизия генерал-адъютанта Уварова была смята и обращена в бегство французской конницей, Ермолов не поддался общей панике и остановил свою батарею, «предполагая действием оной удержать преследующую нас конницу». Но первые же орудия, которые он мог «освободить от подавляющей их собственной кавалерии», сделав несколько выстрелов, были взяты, люди переколоты, и сам Ермолов, под которым была убита лошадь, захвачен в плен. Он был уже близко от французской линии, когда на выручку ему явился полк елисаветградских гусар и отбил его у французов. Наградами за эту кампанию Ермолову были орден Святой Анны 2-й степени и чин полковника.
В ходе русско-прусско-французской войны (1806—1807) Ермолов отличился в битве при Прейсиш-Эйлау в феврале 1807 года. Бомбардировкой из орудий своей конно-артиллерийской роты Ермолов остановил наступление французов, чем спас армию. Причём огонь был открыт им без всякого приказания, по собственной инициативе.
При атаке французов при Гейльсберге на замечание офицеров о том, что не пора ли уже открывать огонь, полковник Ермолов сказал: «Я буду стрелять тогда, когда различу белокурых от черноволосых».
В 1807 году 29-летний Алексей Ермолов вернулся в Россию с репутацией одного из первых артиллеристов русской армии. С 1809 года командовал резервными войсками в Киевской, Полтавской и Черниговской губерниях.

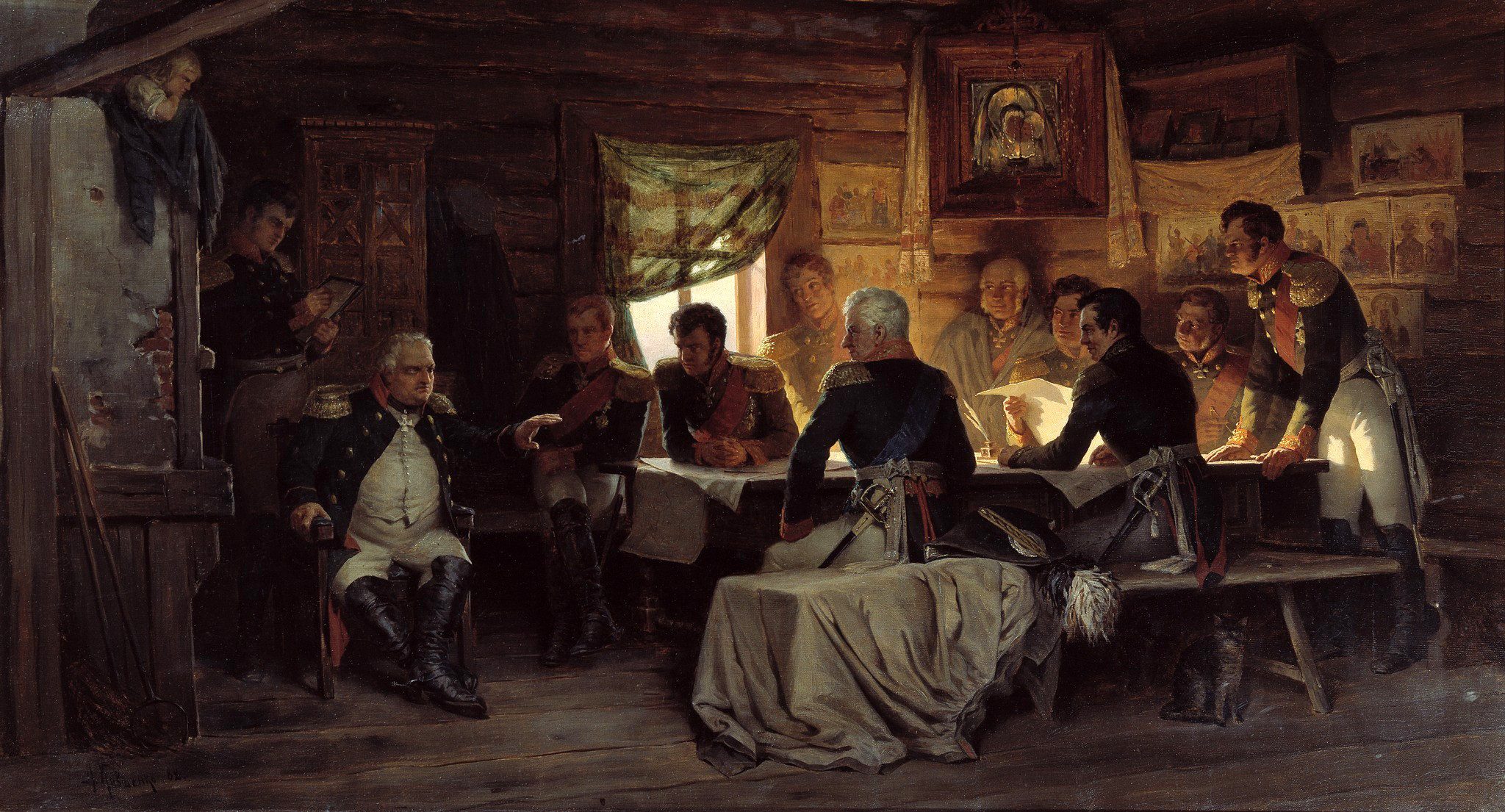
На картине А. Кившенко «Военный совет в Филях» возмущённый решением Кутузова об оставлении Москвы Ермолов стоит за столом в правой части картины

Ермолов любил рисоваться перед молодыми офицерами и разыгрывать националистическую «русскую» карту, что обеспечивало его популярность среди младшего офицерства. Рассказывают, что как-то в 1811 году Ермолов ездил на главную квартиру Барклая-де-Толли, где правителем канцелярии был Безродный. «Ну что, каково там?» — спрашивали его по возвращении. — «Плохо, — отвечал Алексей Петрович, — все немцы, чисто немцы. Я нашёл там одного русского, да и тот Безродный». «Сердце Ермолова так же черно, как его сапог», — такой отзыв Александра I приводит в своих записках генерал Левенштерн (со слов полковника Криднера).
С марта 1808 года — инспектор конно-артиллерийских рот с производством в генерал-майоры, в начале 1809 года был командирован в Молдавскую армию для инспекции конной артиллерии. Со второй половины 1809 года — начальник отряда резервных войск в Волынской и Подольской губерниях (сначала на границе с Варшавским герцогством, затем в Киеве). С мая 1811 года служил в Петербурге начальником гвардейской артиллерийской бригады, затем начальником гвардейской пехотной бригады. Весной 1812 года стал начальником гвардейской пехотной дивизии.

#### Отечественная война
Через несколько дней после начала Отечественной войны 1 (13) июля 1812 года, был назначен начальником Главного штаба 1-й Западной армии. Это было насмешкой судьбы, ибо с командующим армией Барклаем у Ермолова были отношения холодные, чисто служебные, с Багратионом же, командующим 2-й Западной армией, — дружеские, сердечные, а между тем отношения обоих командующих между собою были крайне натянуты, даже явно враждебны. «Человек с достоинством, но ложный и интриган», — так аттестовал своего начальника штаба Барклай. 34-летний Ермолов, таким образом, попал в щекотливое и затруднительное положение; как мог, он старался смягчить эти отношения, устранить раздражение, сгладить шероховатости.
Александр I при отъезде своём из армии поручил Ермолову с полной откровенностью осведомлять себя письмами о всех событиях в армии. Из лиц, бывших в армии, Ермолов ни о ком (кроме генерала Эртеля) не отозвался дурно, хотя записки его и полны резкими характеристиками многих. Однако письма эти, данные императором для прочтения Кутузову при отправлении его к армии, всё же изменили отношение последнего к Ермолову, сменив старое расположение подозрительностью, а став затем известными и Барклаю-де-Толли, породили ещё большую холодность этого «ледовитого немца» к Ермолову. Вследствие всего этого положение Ермолова в конце кампании 1812 года было таково, что он писал одному из своих друзей: «Служить не хочу и заставить меня нет власти».
Во время отхода за Смоленск генерал Ермолов, по уполномочию от Барклая, совершенно самостоятельно и блестяще руководил боем у села Заболотье (7 августа), занимался организацией обороны Смоленской крепости.

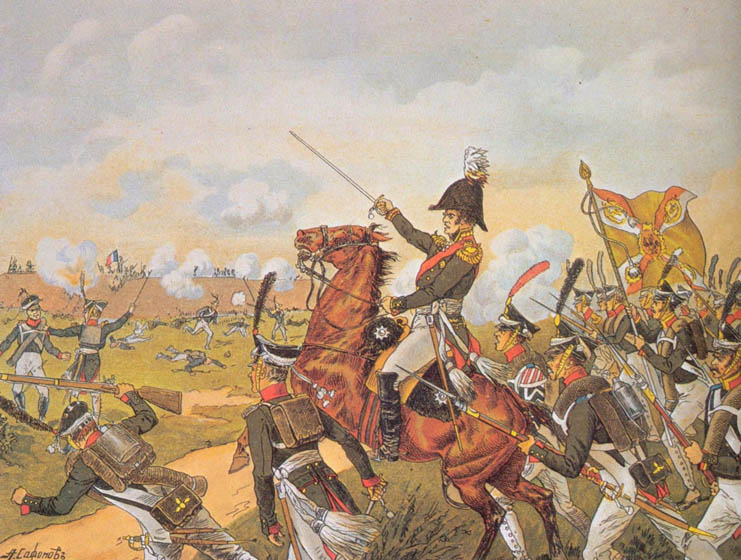
Контратака Алексея Ермолова на захваченную батарею Раевского в ходе Бородинского сражения. Хромолитография А. Сафонова (начало XX века)

В начале Бородинского сражения Ермолов находился при Кутузове, который после полудня, в критический для левого фланга русской армии момент, послал туда Ермолова с поручением «привести в надлежащее устройство» артиллерию 2-й армии. Проезжая неподалёку от батареи Раевского, он обнаружил, что она взята неприятелем, а русская пехота обращена в беспорядочное бегство. Ермолов тут же приказал бывшим при нём конноартиллерийским ротам занять фланговую, относительно утерянной батареи, позицию и открыть по неприятелю огонь, а сам, взяв 3-й батальон Уфимского пехотного полка, который ещё не участвовал в «деле», повёл его навстречу бегущей русской пехоте. Остановив последнюю и собрав её в «беспорядочную толпу, состоявшую из людей разных полков», Ермолов приказал барабанщику бить «На штыки» и лично повёл «сборную команду» на господствующую высоту, на которой находилась занятая неприятелем батарея Раевского. За 20 минут курган был взят русскими, а его захватчики большей частью перебиты.
Чтобы не подвергнуть пехоту артобстрелу неприятельских батарей и возможного внезапного удара стоявших в «полном устройстве» неприятельских полков дивизионного генерала Ш. Морана, Ермолов велел прекратить дальнейшее наступление. Однако, не имея возможности остановить «увлечённых успехом» солдат, Ермолов приказал драгунам генерал-майора К. А. Крейца зайти русской пехоте с фронта и «гнать её обратно». В течение трёх часов Ермолов оставался на батарее, руководя её обороной, пока не получил ранение в шею.
Из рапорта Кутузова о подвиге Ермолова:
При устроении 1-й армии и приготовлении оной к бою содействовал с большою деятельностью и благоразумием, и когда неприятелю удалось взять центральную батарею и опрокинуть часть 7-го корпуса, который оную прикрывал <…> то сей генерал кинулся сам вперед, ободрил своим примером солдат, и вмиг сия батарея опять была взята и неприятель, в оной находящийся, весь истреблен, при каком случае взят в плен французский генерал Бонами.
На совете в Филях генерал Ермолов высказался за новый бой под Москвой.
Перед атакой на мюратовский авангард, назначенной на 5 октября, Ермолов находился на званом обеде, и его долго не могли отыскать, чтобы вручить пакет с приказом, который без него открыть никто не решался. По мнению большинства историков, это обстоятельство явилось одной из главных причин переноса атаки на следующий день. Вместе с тем именно Ермолов настоял на том, чтобы упредить Наполеона в Малоярославце. Упорная защита этого города заставила свернуть французскую армию на старый, пройденный уже ею и разорённый путь, что привело её к катастрофе.
Узнав от своего прежнего подчинённого Сеславина, что армия Наполеона идёт от Тарутина по боровской дороге, Ермолов на свой страх, именем главнокомандующего, изменил направление корпуса Дохтурова, двинув его спешно на Малоярославец. После сражения под Малоярославцем, в обороне которого Ермолов сыграл важнейшую роль, он, по поручению Кутузова, шёл все время в авангарде армии при отряде Милорадовича, отдавая ему приказания именем главнокомандующего. Наградой Ермолову за Отечественную войну стал только чин генерал-лейтенанта, данный ему за сражение при Валутиной горе (Заболотье). Представление же Барклая-де-Толли о награждении Ермолова за Бородино орденом Святого Георгия 2-й степени было проигнорировано Кутузовым.

#### Заграничный поход
В декабре 1812 года, перед заграничным походом, Ермолов был назначен начальником артиллерии всех действующих армий. По словам Ермолова, — «Вместе с звучным сим именем получил я, — пишет, — часть обширную, расстроенную и запутанную, тем более, что в каждой из армий были особенные начальники артиллерии и не было ничего общего».
С апреля 1813 года командовал различными соединениями.
После поражения русско-прусской армии при Лютцене 20 апреля 1813 года, руководивший тем сражением генерал от кавалерии граф П. Х. Витгенштейн назвал причиной того поражения недостаток зарядов для артиллерии, обвинив в том Ермолова, вследствие чего, последний 2 мая был снят с занимаемой им должности. Позже Ермолов был временно переведён на должность начальника 2-й гвардейской пехотной дивизии, вместо тяжело заболевшего генерал-лейтенанта Н. И. Лаврова.
9 мая во время отступления союзных армий под Бауценом, Ермолову был поручен арьергард. Находясь в его хвосте, Ермолов довольно продолжительное время отбивал атаки французских войск под началом самого Наполеона I, дав тем самым успешно отступить союзникам за реку Лёбау без крупных потерь. Граф П. Х. Витгенштейн, отдавая ему справедливость, в донесении Александру I писал:
Я оставил на поле сражения на полтора часа Ермолова, но он, удерживаясь на нем со свойственным ему упрямством гораздо долее, сохранил тем Вашему Величеству около 50 орудий.
На следующий день Ермолов был атакован войсками генералов Латур-Мобура и Ренье у Кетица и отступил к Рейхенбаху.
В сражении под Кульмом, состоявшемся 29—30 августа, возглавлял 1-ю гвардейскую дивизию, а после ранения генерала А. И. Остерман-Толстого принял его сводный отряд. Находился в центре сражения, на протяжении целого дня против вдвое превосходящего по численности противника. Под конец сражения, в расположение отряда со своей кавалерией прибыл генерал-лейтенант князь Д. В. Голицын, который как старший в чине должен был принять командование войсками. К нему тут же в качестве подчинённого явился Ермолов, однако князь Д. В. Голицын, из благородных побуждений, заявил ему
Алексей Петрович, победа за Вами, довершайте ее; если вам нужна будет кавалерия, я охотно и немедленно вышлю ее по первому Вашему требованию.
Когда уже после сражения флигель-адъютант императора Александра Павловича привёз раненому А. И. Остерман-Толстому орден Святого Георгия 2-го класса, последний сказал ему, что «этот орден должен бы принадлежать не мне, а Ермолову, который принимал важное участие в битве и окончил её с такой славой». Тем не менее, Остерман-Толстому тот орден был вручён, а Ермолов прямо на месте битвы был награждён орденом Святого Александра Невского, а от прусского короля за то сражение получил крест Красного орла 1-й степени. В дальнейшем Денис Давыдов писал:
Знаменитая Кульмская битва, которая в первый день этого великого по своим последствиям боя, принадлежала по преимуществу Ермолову, служит одним из украшений военного поприща сего генерала.
Победа в первый день Кульмского сражения, которая принадлежала исключительно русской гвардии и её начальнику генерал-лейтенанту Ермолову, обеспечила союзным войскам возможность отхода в Богемию. Ермолову было предоставлено составить реляцию о том сражении, в которой он указал, в частности, что победа в нём досталась русским благодаря «непоколебимому мужеству войск и распорядительности графа Остермана-Толстого», при этом почти умолчав о своих командовании и заслугах. Граф Остерман-Толстой, ознакомившись с реляцией, несмотря на «невыносимые» боли от ранения, собственноручно написал Ермолову:
Довольно возблагодарить не могу Ваше превосходительство, находя лишь только, что Вы мало упомянули о генерале Ермолове, которому я всю истинную справедливость отдавать привычен.— Граф А. И. Остерман-Толстой А. П. Ермолову.

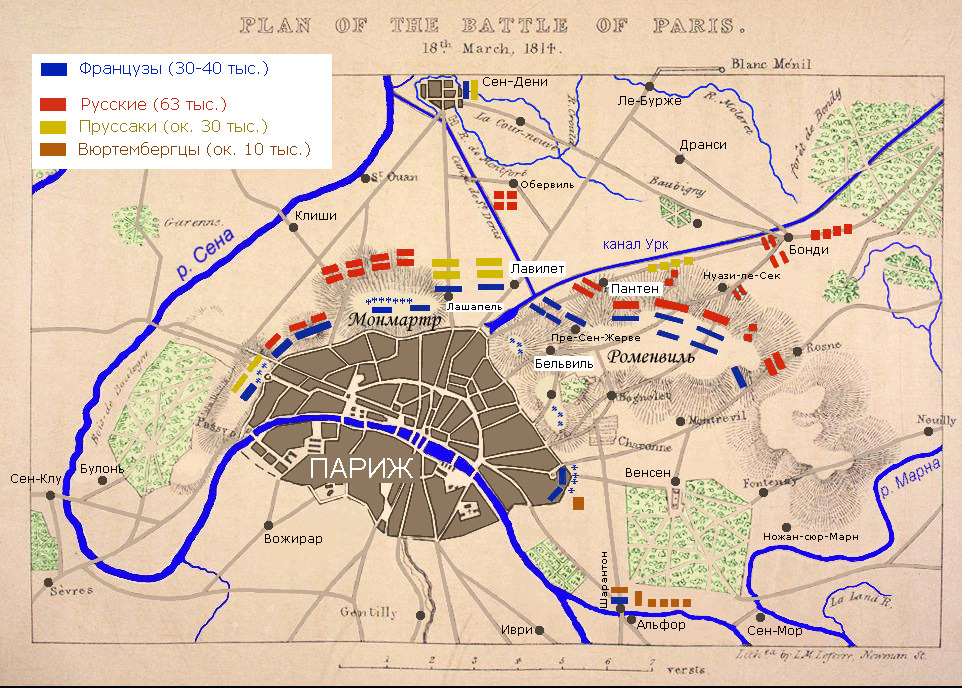
План сражения за Париж в 1814. Дата 18 марта указана по ст. стилю

В сражении за Париж в марте 1814 года Ермолов командовал объединённой русской, прусской и баденской гвардиями. На завершающем этапе он по личному указанию Александра I во главе гренадерского корпуса атаковал высоту Бельвиль (восточные ворота Парижа) и вынудил неприятеля капитулировать. Ему же император поручил написать манифест о взятии Парижа. За отличие при его взятии Ермолов был награждён орденом Святого Георгия 2-й степени.
После подписания в мае 1814 года Парижского мира Александр I направил Ермолова в находившийся на границе с Австрией Краков в качестве командующего 80-тысячной обсервационной армией, дислоцированной в Герцогстве Варшавском. Войска на границе нужны были России, поскольку в преддверии запланированного конгресса в Вене ожидалось несогласие со стороны Австрии при определении новых границ.
В апреле 1815 года Ермолову в подчинение вместо резервных войск был передан 6-й корпус, временно составленный из двух пехотных, одной гусарской дивизий и нескольких казачьих полков. Тогда же он по приказу выдвинулся из Кракова и перешёл границу, направившись во Францию. 21 мая он уже был в Нюрнберге, а 3 июня — на границе с Францией.
Однако в ходе этого второго похода во Францию сражений русских войск с французскими не произошло, так как английскими и прусскими войсками после ряда сражений (Катр-Бра, Линьи, Вавр) армия Наполеона была окончательно разгромлена в битве при Ватерлоо 18 июня 1815 года. Ермолов с войсками всё же вступил во Францию, а Александр I отправился в Париж.
После прибытия на Рейн Ермолову, вместо 6-го корпуса, с которым он пришёл, был дан гренадерский корпус, часть которого последовала в Париж для содержания при государе караула, так как гвардии при армии не находилось. В Париже Алексей Петрович испросил увольнение в отпуск по болезни на шесть месяцев. С гренадерским корпусом Ермолов возвратился в Царство Польское. 20 июля 1815 года он находился в Варшаве, где состоялось торжественное объявление о восстановлении Царства Польского и обнародование конституции, и был свидетелем, как войска польской армии присягнули императору Александру I как царю польскому.
В ноябре 1815 года Ермолов сдал корпус генерал-лейтенанту И. Ф. Паскевичу и, получив отпуск, выехал в Россию. В начале 1816 года он отправился в Орловскую губернию в село Лукьянчиково, в котором проживал его престарелый отец.

### Служба на Кавказе

#### Назначение командующим Отдельным грузинским корпусом
Но се — Восток подъемлет вой!..

Поникни снежною главой,

Смирись, Кавказ: идёт Ермолов!
Пока Ермолов находился в отпуске в Орловской губернии, в Санкт-Петербурге решалась его дальнейшая служба. Граф А. А. Аракчеев рекомендовал Александру I Ермолова на пост военного министра России. Из его заявления:

«Армия наша, изнуренная продолжительными войнами, нуждается в хорошем министре <…> Назначение Ермолова было бы для многих весьма неприятно, потому, что он начнет с того, что перегрызется со всеми; но его деятельность, ум, твердость характера, бескорыстие и бережливость вполне бы его оправдали».
Ранее, уже по окончании наполеоновских войн, Ермолов в беседе с графом А. А. Аракчеевым и князем П. М. Волконским как-то обмолвился, что он «был бы очень доволен, если бы ему поручили главное начальство на Кавказе». Когда о том желании Ермолова узнал Александр I, то он был крайне удивлён, так как в то время в Петербурге не придавали особого значения Кавказу и назначали туда, как правило, «второстепенных генералов», несоответствующих «заслугам и служебному положению Ермолова». Тем не менее Александр I, преследуя далеко идущие военно-политические цели на Кавказе, а также учитывая обстоятельства Большой игры, рескриптом от 6 апреля 1816 года назначил Ермолова командующим Отдельным Грузинским корпусом (с августа 1820 ― Отдельный Кавказский корпус).
Вызвав Ермолова в Санкт-Петербург, Александр I официально объявил ему об этом назначении, а от себя прибавил:

«Я никак не думал, что ты можешь желать сего назначения, но таким свидетелям, как граф Алексей Андреевич и князь Пётр Михайлович [Аракчеев и Волконский] я должен поверить».
Кроме этого, Ермолов также был назначен главноуправляющим гражданской частью и пограничными делами в Грузии, Астраханской и Кавказской губерниях, и в то же время чрезвычайным и полномочным послом России в Персии.
В сентябре Ермолов прибыл на границу Кавказской губернии, в октябре приехал на Кавказскую линию в город Георгиевск, а оттуда сразу же выехал в Тифлис. 12 октября, приняв дела у бывшего на тот момент командующим Отдельным Грузинским корпусом генерала от инфантерии Н. Ф. Ртищева, он официально вступил в свою должность.

#### Посольство в Персию
По обозрении границы с Персией отправился в 1817 году чрезвычайным и полномочным послом ко двору персидского шаха Фетх-Али, где провёл много месяцев. При дворе шаха Ермолов зачастую вёл себя вызывающе. Так, русский посланник не преминул напомнить о сокрушении Персии монголами и даже заявил, что Чингисхан — его прямой предок. Тем не менее Ермолов сумел добиться высокого расположения к себе шаха. Вопрос с областями, отошедшими к России по Гюлистанскому трактату, был решён.
При этом Ермоловым было продемонстрировано его бескорыстие. По завершении посольства он принял подарки только от шаха и визиря, а подарки от министров вернул. Кроме того, как отмечал сопровождавший Ермолова в Персию, бывший на тот момент штабс-капитаном, Н. Н. Муравьёв-Карский:
Он имел случай обогатиться одним посольским жалованием, но он отказал, довольствуясь жалованием, принадлежащим к его чину.
«За благоразумное и успешное окончание возложенного на него посольства в Персии» Ермолов 20 февраля 1818 года был произведён в чин генерала от инфантерии.
«Краткое описание путешествия российско-императорскаго посольства в Персию» в 1821 году издал, бывший чиновником при канцелярии посольства (впоследствии — действительный статский советник), Василий Петрович Бороздна.

#### Кавказская война
Командуя русскими войсками на Кавказе, Ермолов запретил изнурять войска бессмысленной шагистикой, увеличил мясную и винную порцию, разрешил носить вместо киверов папахи, вместо ранцев холщовые мешки, вместо шинелей зимой полушубки, выстроил войскам прочные квартиры, на сбережённые им суммы от командировки в Персию выстроил в Тифлисе госпиталь и всячески старался скрасить тяжёлую жизнь войск.

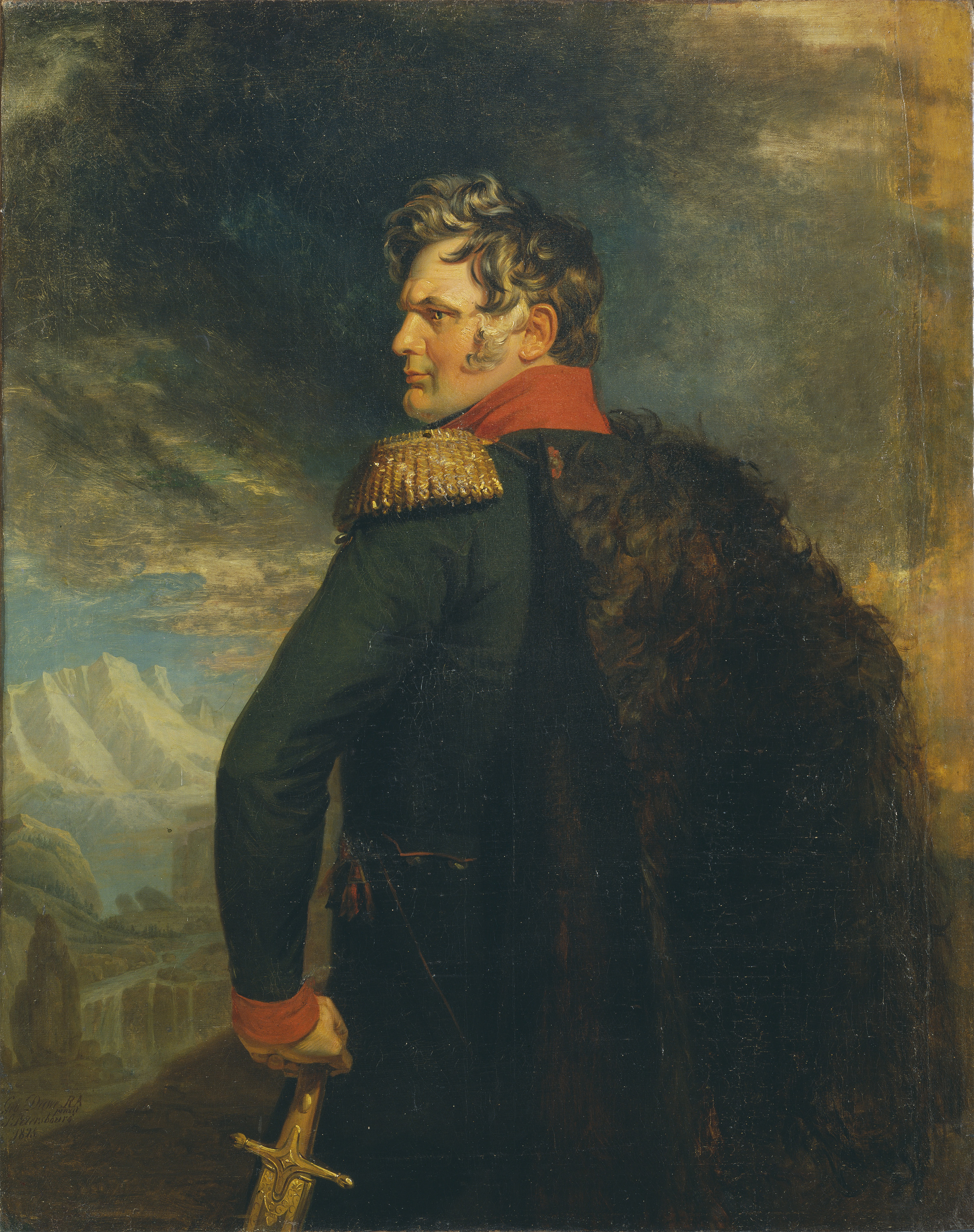
Портрет Ермолова (Дж. Доу, 1825).

Ермолов затеял строительство на Северном Кавказе многих крепостей — таких, как Нальчик, Внезапная и Грозная. В 1819 году в состав ермоловского корпуса включили Черноморское казачье войско. Ермолов предоставил казакам землю по берегам Кубани и дал двухлетнюю отсрочку платы за неё. В декабре того же года он руководил военной экспедицией в аул Акуша. В результате недолгого сражения ополчение акушинцев было разбито, а население Акуши было приведено к присяге на верность российскому императору.
В 1823 году Ермолов руководил боевыми действиями в Дагестане, а в 1825 году воевал с чеченцами. Непокорные аулы стирались с лица земли, и «мошенники»,— как постоянно и официально называл Ермолов горцев,— всё глубже загонялись в горы. Имя Ермолова стало грозою горцев, и кавказские женщины ещё долго после того пугали им своих детей. Также Ермолов добился упразднения вассальных Шекинского, Карабахского и Ширванского ханств и введения прямого российского управления этими территориями. Он вполне «сознательно сеял семена розни между горцами и натравливал одни племена на другие». В 1820 году он составил текст молитвы для мусульман Кавказа с восхвалением императора Александра I и наилучшими пожеланиями в его адрес. Молитва не прижилась.
Во время поездки Ермолова в Персию к Фетх Али-шаху чеченцы взяли в заложники начальника штаба корпуса полковника Шевцова и стали требовать за него выкуп в 18 телег серебра. Вместо традиционного в таких случаях затяжного торга о размерах выкупа с целью его снижения Ермолов направил в Чечню несколько казачьих сотен, которые взяли в аманаты 18 наиболее уважаемых старейшин крупнейших аулов. Ермолов довёл до сведения горцев, что в случае, если за месяц Шевцов не получит свободу, аманаты будут повешены. Русского полковника освободили без выкупа.
Так же дважды встречался с предводителем чеченцев Бейбулатом Таймиевым.
На небольшие доступные ему средства Ермолов модернизировал Военную грузинскую дорогу и иные пути сообщения, устроил лечебные заведения при минеральных водах, содействовал притоку русских поселенцев. В Закаспийский край он командировал H. H. Муравьёва. Прозванный «проконсулом Кавказа», Ермолов правил им почти полновластно, с холодным расчётом, планомерно, настойчиво и энергично осуществляя свой план покорения края.

#### Русско-персидская война 1826—1828 годов

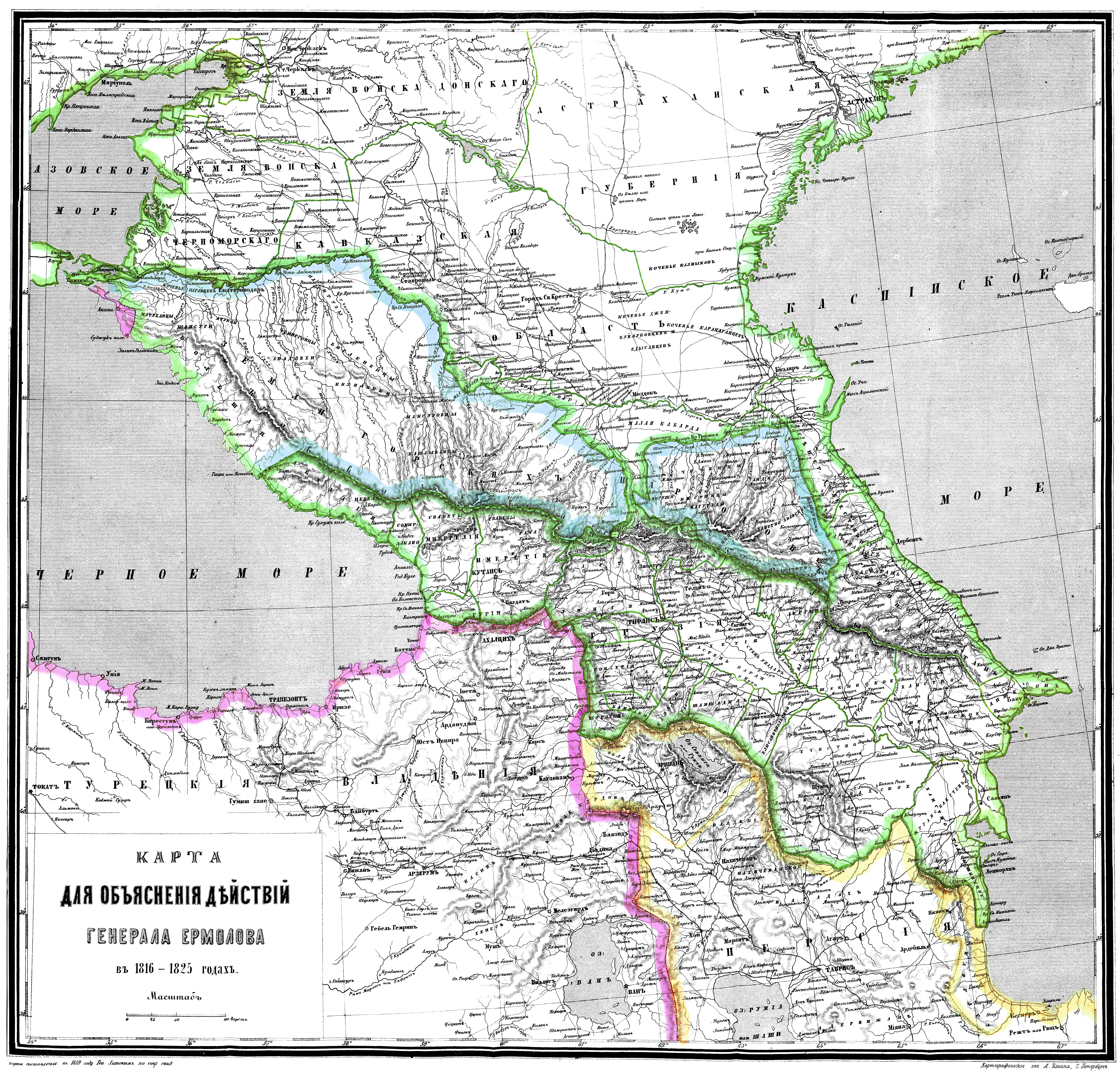
Кавказ на момент начала войны. Границы указаны согласно Гюлистанскому договору (между Российской империей и Персией) и Бухарестскому миру (между Российской и Османской империей).

Ермолов предупреждал императора Николая I, что Персия открыто готовится к войне. Николай I ввиду обострявшегося конфликта с Турцией был готов за нейтралитет Персии уступить ей южную часть Талышского ханства. Однако князь А. С. Меншиков, которого Николай I направил в Тегеран с поручением обеспечить мир любой ценой, не смог ничего добиться и покинул иранскую столицу.
В июле 1826 года иранская армия без объявления войны вторглась в пределы Закавказья на территорию Карабахского и Талышского ханств. Персы заняли Ленкорань и Карабах, после чего двинулись к Тифлису. Основная масса пограничных «земских караулов», состоявших из вооружённых конных и пеших крестьян-азербайджанцев (татар по тогдашней терминологии), за редкими исключениями, сдала позиции вторгшимся иранским войскам без особого сопротивления или даже присоединилась к ним.
Получив от Ермолова донесение о вторжении персов, Николай I направил к нему в начале августа, за две недели до коронации, своего фаворита Паскевича. Новоприбывшему было передано командование войсками Кавказского корпуса, хотя формально он подчинялся Ермолову, что привело к конфликту, для разрешения которого был послан генерал-адъютант И. И. Дибич. 21 февраля 1827 года в письме Николаю I Дибич указал, что не нашёл подтверждения «неосторожных разговоров генерала Ермолова, о коих бывали слухи». 16 марта 1827 года Дибич писал Николаю I: «Генерал Ермолов не дал мне ещё до сего времени никакого объяснения на записки мои по гражданской части, но поныне не могу переменить прежнего мнения, что упущения есть довольно значительные, но что доносы о злодействах и преступлениях… никакой веры не заслуживают».

#### Отставка
29 марта Ермолов был освобождён от всех должностей. Уведомляя Ермолова об отставке, Николай I писал ему: «По обстоятельствам настоящих дел в Грузии, признав нужным дать войскам, там находящимся, особого Главного начальника, повелеваю Вам возвратиться в Россию и оставаться в своих деревнях впредь до моего повеления».
Ранее, 8 марта 1827 года, Николай I в письме И. И. Дибичу высказал следующее мнение о Ермолове: «я надеюсь, что вы не позволите обмануть себя человеку, для которого ложь — это добродетель, когда это может быть полезно для него, и который ни во что ставит получаемые им повеления».
По мнению Паскевича, Ермолова отстранили от командования за самоуправные поступки, за то, что войска были в дурном состоянии, без дисциплины, распущены, и за то, что в корпусе воровство было необыкновенное; люди были неудовлетворены жалованием за несколько лет, во всём нуждались, материальная часть находилась вся в запущении. Вновь коронованный Николай I хотел на место Ермолова назначить Александра Рудзевича, но это намерение осталось не исполненным. Новый император был не лучшего мнения о Ермолове и прямо писал И. И. Дибичу: «Я Ермолову менее всех верю».
Вместе с тем возможные причины смещения Ермолова состояли в подозрении царя к причастности Ермолова к заговору декабристов. «По наговорам, по подозрению в принятии участия в замыслах тайного общества сменили Ермолова», — писал декабрист А. Е. Розен. Тайная агентура доносила, что «войско жалеет Ермолова», «люди [солдаты] горюют» в связи с его отставкой. Преданность ему солдат и офицеров были столь велики, что Николай I всерьёз опасался возможных волнений в Кавказском корпусе. Отставка Ермолова вызвала большой резонанс в передовых общественных кругах.

### В отставке (1827—1831)
Первое время «экс-проконсул» жил в усадьбе Лукьянчиково под Орлом, в последующем в собственном доме в Подмонастырной слободке г. Орла (ныне музей А.П. Ермолова), где по дороге в Эрзерум в 1829 году его навестил А. С. Пушкин, оставивший о том следующее свидетельство:

С первого взгляда я не нашёл в нём ни малейшего сходства с его портретами, писанными обыкновенно профилем. Лицо круглое, огненные, серые глаза, седые волосы дыбом. Голова тигра на Геркулесовом торсе. Улыбка неприятная, потому что не естественна. Когда же он задумывается и хмурится, то он становится прекрасен и разительно напоминает поэтический портрет, писанный Довом. Он был в зелёном черкесском чекмене. На стенах его кабинета висели шашки и кинжалы, памятники его владычества на Кавказе. Он, по-видимому, нетерпеливо сносит своё бездействие. О стихах Грибоедова говорит он, что от их чтения — скулы болят.

### Член Государственного совета
С 1831 года член Государственного совета. Был почётным членом Императорской академии наук (1818), членом Российской академии (1832) и почётным членом Московского университета (1853). Занимался разработкой карантинного устава.
В 1848 году Ермолов собирался ехать за границу вместе с братьями Лихачёвыми, которых всегда любил. Но, по воспоминаниям М. Погодина, не получил разрешения.
С началом Крымской войны в конце 1853 года 76-летний Ермолов был избран начальником государственного ополчения в семи губерниях, но принял эту должность только по Москве (избран 15 февраля 1855 года при большом противодействии со стороны генерал-губернатора А. А. Закревского). В мае 1855 года из-за старости покинул этот пост. С 1857 года и до конца жизни являлся среди всех полных генералов Российской империи старейшим по времени пожалования в этот чин. Скончался 11 (23) апреля 1861 года в Москве.
В духовном завещании он сделал следующие распоряжения о своём погребении:

Завещаю похоронить меня как можно проще. Прошу сделать гроб простой, деревянный, по образцу солдатского, выкрашенный жёлтою краскою. Панихиду обо мне отслужить одному священнику. Не хотел бы я ни военных почестей, ни несения за мною орденов, но как это не зависит от меня, то предоставляю на этот счёт распорядиться, кому следует. Желаю, чтобы меня похоронили в Орле, возле моей матери и сестры; свезти меня туда на простых дрогах без балдахина, на паре лошадей; за мною поедут дети, да Николай мой, а через Москву, вероятно, не откажутся стащить меня старые товарищи артиллеристы.

Москва провожала генерала двое суток, а жители Орла по прибытии тела на Родину устроили ему грандиозную панихиду. Площадь перед Троицкой церковью, где шло отпевание Ермолова, и все прилегающие улицы были заполонены людьми. В Санкт-Петербурге, на Невском проспекте, во всех магазинах были выставлены его портреты.
Ермолов похоронен в Орле, в особом приделе Свято-Троицкой кладбищенской церкви, сооружённым в 1867 году на средства выделенные императором Александром II в память великих заслуг генерала Ермолова. Рядом с ним покоятся его отец Пётр Алексеевич, сын Клавдий Алексеевич и невестка Варвара Николаевна (жена Клавдия). На одной из стен могильного склепа вделана доска с простой надписью: «Алексей Петрович Ермолов, скончался 12 апреля 1861 года». Публикацию его архива осуществил в Париже эмигрант П. В. Долгоруков.
В службе:
- 5 января 1787 года — в службу вступил каптенармусом, в л.-гв. Преображенский полк;
- 28 сентября 1788 года — сержантом;
- 1 января 1791 года — капитаном, переведён в Нижегородский драгунский полк;
- 1791 год — назначен старшим адъютантом в штаб генерал-поручика Самойлова;
- 18 марта 1793 года — квартирмейстером, во 2-й бомбардирский батальон;
- 26 августа 1793 года — произведён в капитаны;
- 8 октября 1793 года — переведён в Артиллерийский кадетский корпус;
- 9 января 1795 года — во 2-й бомбардирский батальон;
- 11 января 1797 года — произведён в майоры;
- 20 января 1797 года — поступил в батальон генерал-лейтенанта Эйлера;
- 1 февраля 1798 года — в подполковники;
- 26 декабря 1798 года — отставлен от службы;
- 1 мая 1801 года — принят вновь в службу в 8-й артиллерийский полк;
- 9 июня 1801 года — переведён в конно-артиллерийский батальон;
- 4 мая 1806 года — произведён в полковники;
- 26 августа 1806 года — по разделении полков на бригады поступил в 7-ю бригаду командиром;
- 10 марта 1808 года — произведён в генерал-майоры;
- 1 октября 1809 года — по переименовании бригады поступил в 9-ю бригаду;
- 10 мая 1811 года — назначен командиром л.-гв. Артиллерийской бригады;
- 7 августа 1812 года — за отличие в сражении произведён в генерал-лейтенанты;
- 9 апреля 1816 года — назначен командиром Отдельного Грузинского корпуса;
- 20 февраля 1818 года — за благоразумное и успешное окончание возложенного на него посольства в Персии, произведён в генералы от инфантерии.

В походах находился:
- с 1 мая 1794 года — в Польше; 13 октября, участвовал в сражении при переправе чрез р. Буг; 23 — был при построении батарей днём против Варшавского предместья Праги, под сильною канонадою; 24 — на штурме укрепления Праги командовал особою батареей, за что награждён, 1 января 1795 года, орденом Св. Георгия 4 кл.;
- с 26 апреля 1796 года по 24 февраля 1797 года — был в Персии; 9 мая, при осаде Дербента командовал батареею; участвовал в усмирении горских народов, за что награждён орденом Св. Владимира 4 ст.;
- с 26 августа 1805 года по 26 января 1806 года — был в Австрии и участвовал в сражениях: в октябре, при Амштетене и при Кремсе; 20 ноября, при Аустерлице; за кампанию награждён орденом Св. Анны 2 кл.;
- с 25 октября 1806 года по 7 июня 1807 года — находился в Пруссии, в сражениях против французов: 14 декабря 1806 года, при Голимине, за что награждён золотою шпагою, с надписью «за храбрость»; 13 января 1807 года, при Морунгене; 24 — при Вольфсдорфе; 26 — при Ландсберге; 27 — при Прейсиш-Эйлау, за что награждён орденом Св. Владимира 3 ст.; 20 февраля, при Цехерне; 24 мая, при Альткирхене; 25 — при прогнании неприятеля за р. Пассаргу, за что получил, 26 августа 1807 года, орден Св. Георгия 3 кл.; 27 — при защите переправы чрез р. Пассаргу; 28 — прикрывал отступление армии чрез р. Алле в Гутштадт; 29 — при Гейльсберге; и 2 июня, при Фридланде, за что получил орден Св. Анны, с алмазами; в продолжение всей кампании командовал авангардной артиллерией;
- в 1812 году — командовал гвардейскою пехотною дивизиею, а затем, в звании начальника главного штаба 1-й Западной армии, находился в сражениях при Витебске и при Смоленске; 7 августа, при с. Заболотье, близ Смоленска, за что награждён чином генерал-лейтенанта; 24 и 26 августа, при Бородине, за что получил орден Св. Анны 1 кл.; 6 октября, при Тарутине; 12 — при Малоярославце, куда был командирован с корпусом генерала Дохтурова, за что получил орден Св. Владимира 2 кл.; 22 — при Вязьме, где командовал отрядом; 4, 5 и 6 ноября, при Красном, в авангарде генерала Милорадовича, за что получил шпагу, алмазами украшенную;
- в 1813 году — 20 апреля, в звании начальника артиллерии действующих армий, был в сражении при Люцене; 8 мая, при Бауцене, командовал отрядом и арьергардом, за что награждён алмазными знаками ордена Св. Александра Невского; 16 августа, находился в сражении при Пирне; 17 — при Кульме, в Богемии; 4 октября, при Лейпциге;
- в 1814 году — 18 марта, при взятии Парижа, за что награждён, 26 марта 1814 года, орденом Св. Георгия 2 кл.;
- в 1818—1826 годы — на Кавказской линии, в Дагестане и Кабарде, при покорении горских народов.

Высочайшим приказом от 25 ноября 1827 года уволен от службы, по домашним обстоятельствам, с мундиром. Назначен членом Государственного совета 6 декабря 1831 года; получил орден Св. Андрея Первозванного в 1832 году.

## Личная жизнь

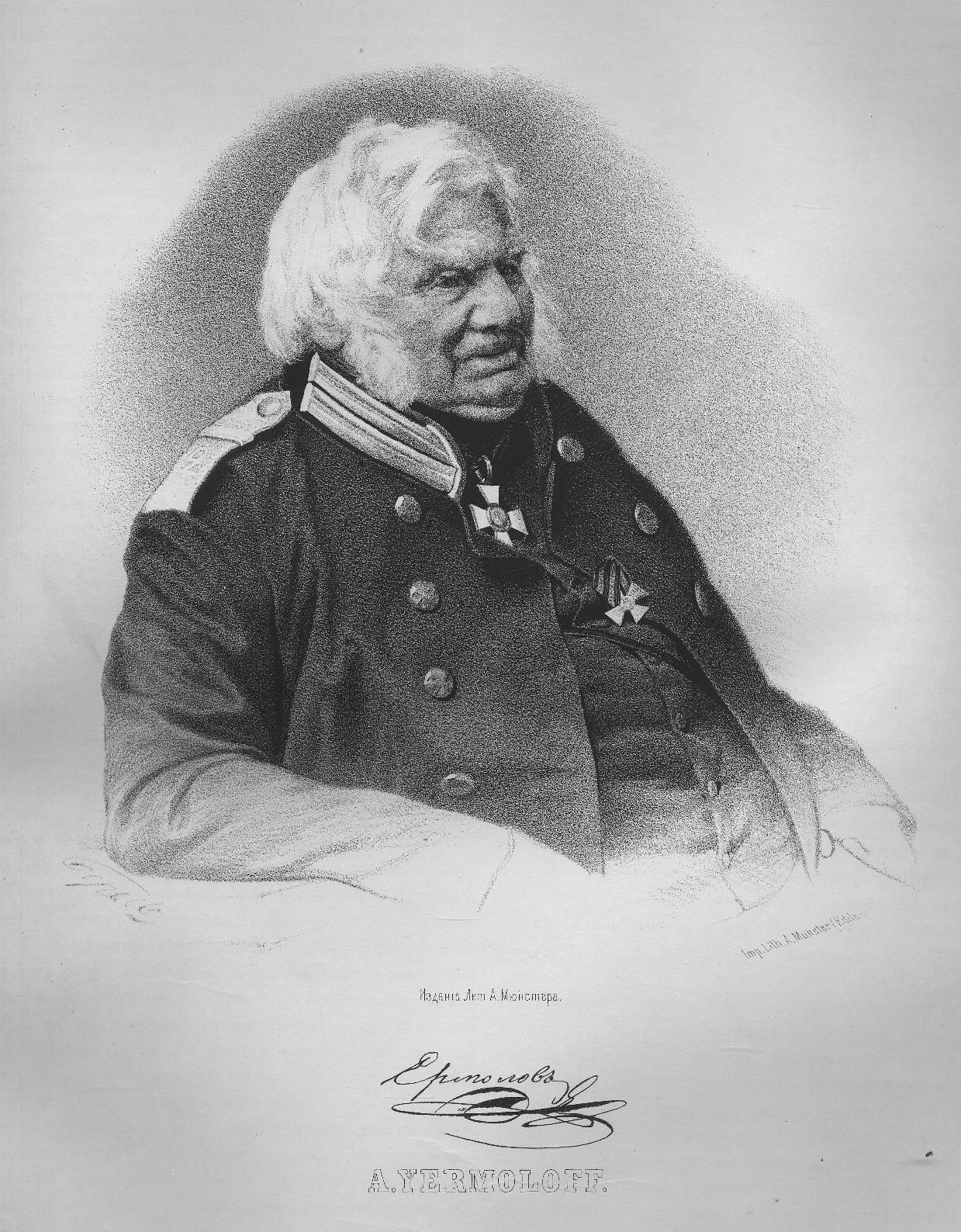
Ермолов на литографии 1860-х гг.

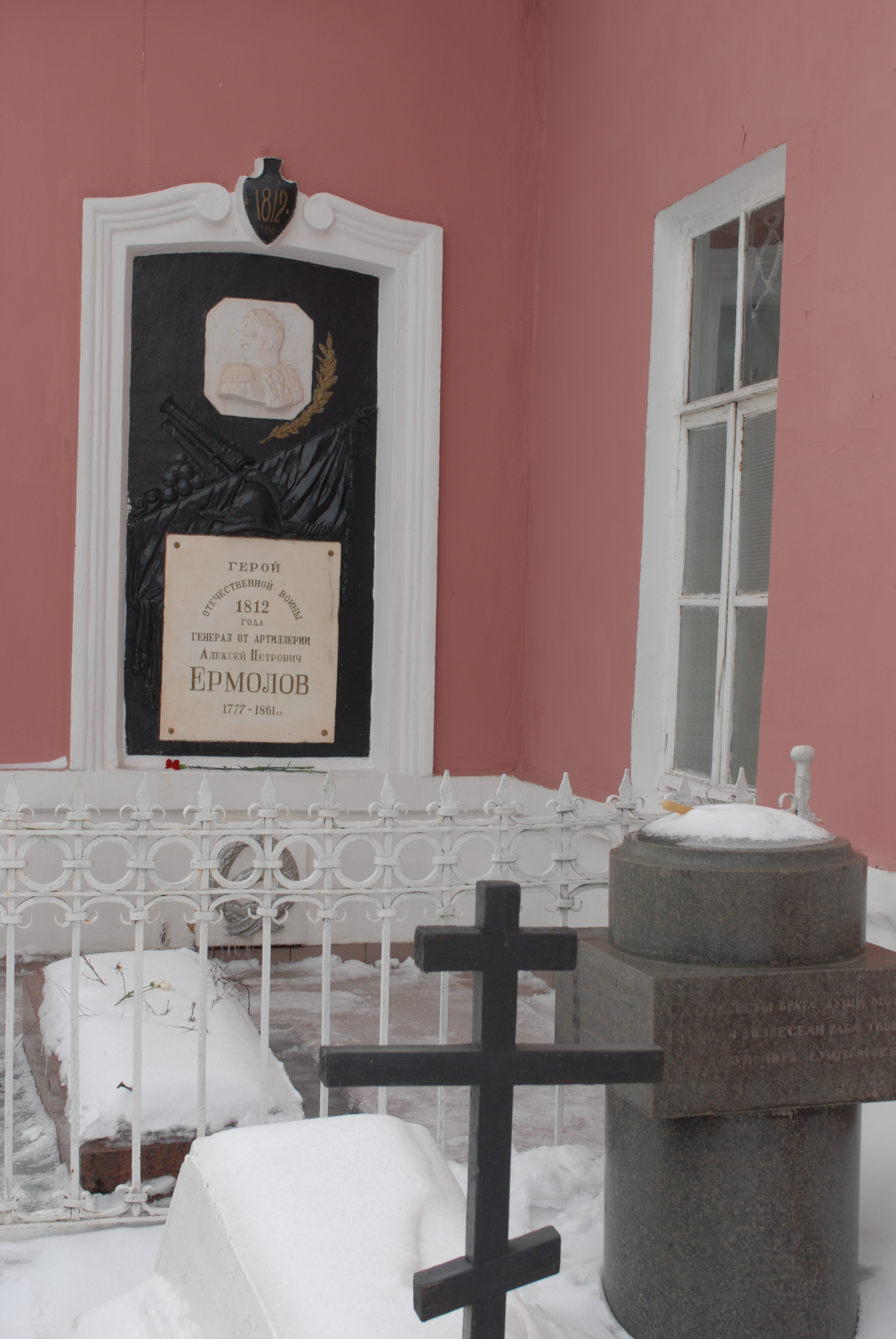
Могила Ермолова у Троицкой церкви в городе Орёл

Либерально настроенные современники возлагали на него большие надежды, хотя до конца его никто не понимал. «Сфинкс новейших времён», — так аттестовал властителя Кавказа служивший под его начальством А. С. Грибоедов.
Ермолов был холост. Благодаря своей природной стати пользовался успехом у женщин:

«Ермолов имел своеобразную наружность, напоминающую нечто львиное: огромный рост, богатырское сложение, крупные черты лица под шапкою густых волос, сдвинутые брови с глубокой складкой между ними придавали его лицу суровое выражение, небольшие огненные серые глаза глядели строго и определённо.»— Военная энциклопедия
Вместе с тем, у ряда современников сложилось впечатление, что сам он «избегал» связей с дамами из светского общества. Объяснение этому можно найти в его воспоминаниях:

«Вместе с Волынскою губерниею оставил я жизнь самую приятную. Скажу в коротких словах, что страстно любил W., девушку прелестную, которая имела ко мне равную привязанность. В первый раз в жизни приходила мне мысль о женитьбе, но недостаток состояния обеих сторон был главным препятствием, и я не в тех уже был летах, когда столько удобно верить, что пищу можно заменять нежностью. Впрочем, господствующею страстью была служба, и я не мог не знать, что только ею одною могу я достигнуть средств несколько приятного существования. Итак, надобно было превозмочь любовь. Не без труда, но я успел…»— 
Во время войны на Кавказе, как и другие офицеры, Ермолов держал при себе несколько наложниц «из азиатцев». Девушку Тотай выкрали из аула Кака-Шура, принудив к «кебинному браку». Сам по себе факт заключения кебинного союза подвергается сомнению, так как подобная форма брака категорически запрещена в суннитском направлении ислама, к которому принадлежали народы Дагестана. От разных связей Ермолов прижил сыновей Виктора (Бахтияра) (от Сюйду Абдулла кызы), Севера и Клавдия (оба от Тотай) и Петра (от Султанум; умер в юности), получивших от Александра II права законных детей, а также дочь Софию (Сапият, ум. 1870), оставшуюся в мусульманстве и вышедшую замуж за горца Махай-Оглы из аула Гели.

## Награды
- Орден Святого Георгия 4-й степени (01.01.1795)
- Орден Святого Владимира 4-й степени с бантом (1796)
- Орден Святой Анны 2-й степени (24.02.1806)
- Золотая шпага с надписью «За храбрость» (13.04.1807)
- Орден Святого Владимира 3-й степени (26.04.1807)
- Орден Святого Георгия 3-й степени (26.08.1807)
- Орден Святой Анны 1-й степени (26.08.1812)
- Орден Святого Владимира 2-й степени (15.02.1813)
- Золотая шпага с надписью «За храбрость», украшенная алмазами (11.09.1813)
- Орден Святого Александра Невского (11.11.1813)
- Алмазные знаки к ордену Святого Александра Невского (31.12.1813)
- Орден Святого Георгия 2-й степени (26.03.1814)
- Орден Святого Владимира 1-й степени (01.01.1821)
- Орден Святого апостола Андрея Первозванного (17.09.1835)
- Орден Белого орла (17.09.1835)

Иностранные:
- Прусский орден «Pour le Mérite» (03.1807)
- Прусский Орден Красного орла 1-й степени (1813)
- Австрийский военный орден Марии Терезии 3-й степени (1813)
- Баденский Орден Военных заслуг Карла Фридриха (1814)
- Прусский Кульмский крест (1816)
- Персидский орден Льва и Солнца 1-й степени, украшенный алмазами (27.08.1817)
- Корона к прусскому ордену «Pour le Mérite» (22.07.1858)

## Личная библиотека
В 1855 году А. П. Ермолов продал своё универсальное книжное собрание Московскому университету, всего около 7800 томов книг по истории, философии, искусству, военному искусству; преимущественно книги на французском, итальянском, английском, немецком языках. На многих экземплярах сохранились дарственные надписи и автографы известных исторических деятелей (В. А. Жуковского, Д. В. Давыдова, А. С. Норова, Якова Виллие и др.). В коллекции представлено также более 160 атласов и карт.
В 1907 году личный архив Ермолова был передан в Главный архив Министерства иностранных дел в Москве.
В настоящий момент личная библиотека Ермолова хранится в Отделе редких книг и рукописей Научной библиотеки МГУ им. М. В. Ломоносова. Сохранена владельческая расстановка книг по 29 разделам, большинство книг сохранили свои уникальные переплёты, созданные по заказу Ермолова.

## Оценки деятельности

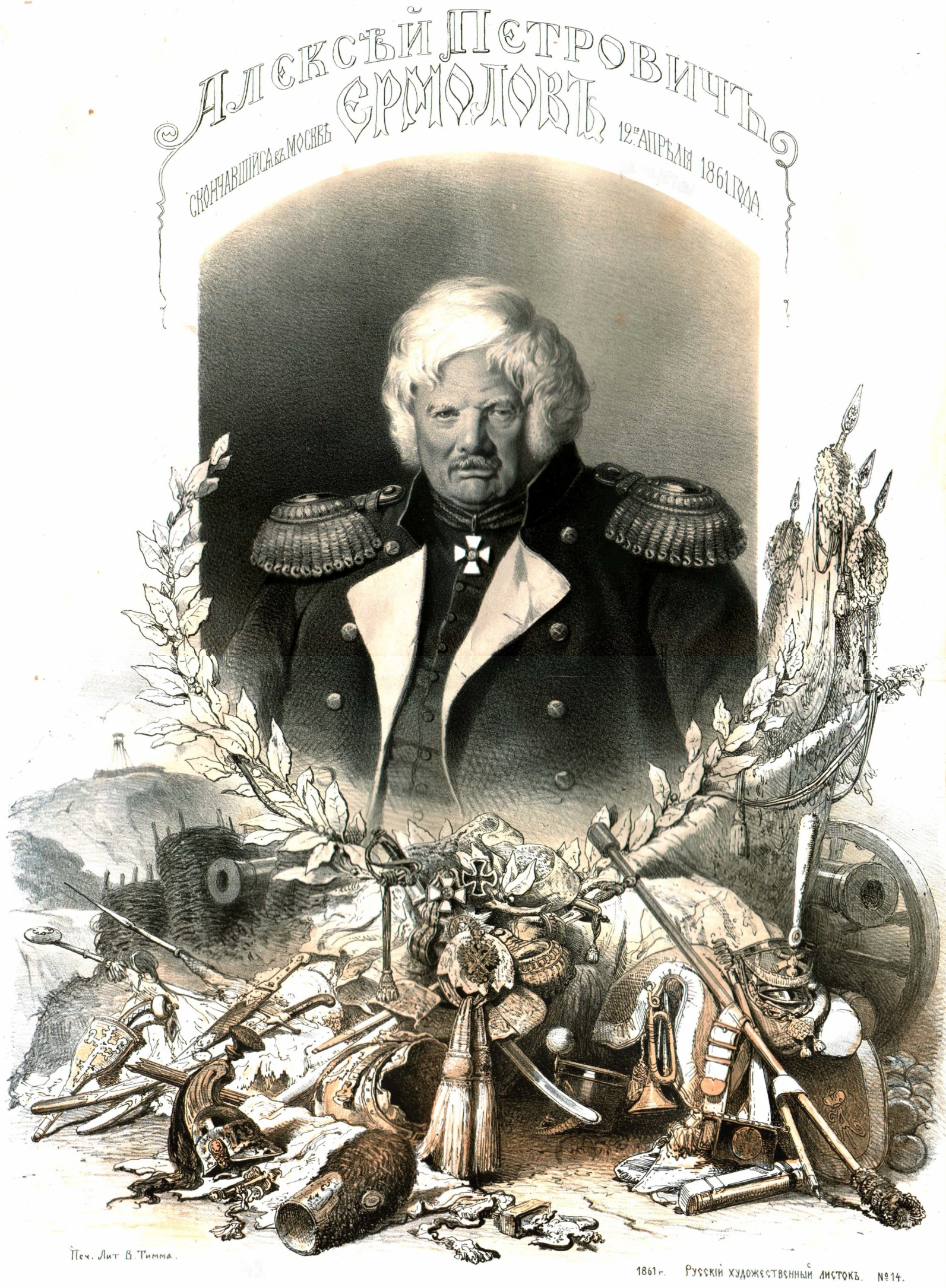
Генерал Ермолов Алексей Петрович, посмертный коллаж 1861 года.

Энциклопедический словарь Брокгауза и Ефрона отмечает «выдающиеся способности администратора и государственного человека», проявленные Ермоловым на Кавказе в плане гражданского управления краем. Замначальника отдела Научно-исследовательского института военной истории ВАГШ ВС РФ Максим Ульянов подчёркивает военный «гений» Ермолова, его «беззаветное служение своему Отечеству», «упорство, храбрость и самоотверженность».
В начале XX века кавказовед Семён Эсадзе говорил о «патриотических предубеждениях» Ермолова, из-за которых он будто бы «поставил себе за правило уничтожать в крае всякую нерусскую национальность». В 1929 году Малая советская энциклопедия писала: «Е.[рмолов] — один из виднейших „усмирителей Кавказа“ и яркий представитель колониальной политики царской России, заливший кровью кавказских народов значит.[ельную] часть Кавказа. Поэтому буржуазная наука считает „ермоловский период“ одним из „славнейших“ в истории Кавказа». По мнению советского историка Николая Кровякова, Ермолова отличала от его преемников только прямолинейность: «Воронцов, Барятинский и другие были не менее свирепы и жестоки. Разница между ними и Ермоловым заключалась в том, что Ермолов, будучи на редкость откровенным и циничным, предпочитал называть вещи своими именами, в то время как тот же Воронцов или Барятинский прикрывали свои зверства красивыми и гуманными фразами».
Публицист Иван Головин утверждал в 1845 году, что «одно имя Ермолова являлось предметом ужаса для черкесов, как оно осталось для русских предметом обожания».

## Изданные записки и письма Ермолова
- Записки Алексея Петровича Ермолова о войне 1812 года. — London—Bruxelles: S. Tchorzewski; S. Gerstmann, 1863. — 220, IV с.
- Записки Алексея Петровича Ермолова. — М.: Тип. В. Готье, 1863. — 300 с. — (Материалы для истории войны 1812 г.).
- Записки Алексея Петровича Ермолова. — Изд. Н. П. Ермолова. — М.: Университетская типография (Катков и Ко.), 1865. — Т. 1: 1801—1812. — 385 с.
- Записки Алексея Петровича Ермолова. — Изд. Н. П. Ермолова. — М.: Университетская типография (Катков и Ко.), 1868. — Т. 2: 1816—1827. — 434, VII с.
- Записки А. П. Ермолова. 1798—1826 гг / Сост., подгот. текста, вступ. ст., коммент. В. А. Фёдорова. — М.: Высшая школа, 1991. — 463 с. — ISBN 5-06-002005-3.
- Алексей Петрович Ермолов. Записки русского генерала / Отв. ред. М. Терёшина. — М.: Эксмо, 2013. — 457 с. — (Подарочные издания. Великие полководцы). — ISBN 978-5-699-55893-3.
- А. П. Ермолов. Кавказские письма. 1816—1860 / Сост. Г. Г. Лисицына; отв. ред. Я. А. Гордин. — СПб.: Звезда, 2014. — 830 с. — ISBN 978-5-7439-0214-9.

## Память

### Объекты

#### В Орле
- Правый придел орловской Свято-Троицкой церкви — фамильная усыпальница Ермоловых. Сооружён 15 октября 1867 года на средства, выделенные императором Александром II в память великих заслуг генерала от артиллерии Алексея Петровича Ермолова. Рядом с ним покоятся его отец Пётр Алексеевич (1748—1832), сын генерал-майор Клавдий Алексеевич (1823—1895) и невестка Варвара Николаевна (1825—1897).
- В Орле, где похоронен Ермолов, в 1911 году по решению городской Думы именем А. П. Ермолова была названа улица, ведущая от городского парка к его могиле, а также было объявлено о сборе средств на установку памятника генералу. Деньги на памятник собрали и немалые, однако сначала помешала Первая мировая война, а затем Октябрьская революция окончательно похоронила эти планы. С 1924 года улица Ермолова носит название Пионерской, а улицей Ермолова назвали другую улицу, где находится дом отца Алексея Петровича.
- Вторую попытку установить памятник предприняли почти через 100 лет. Одной из центральных площадей города (напротив кинотеатра «Октябрь») в 2003 году присвоено название «площадь Ермолова»[94]. На площади Ермолова разбит живописный сквер, где 4 июня 2002 года был заложен камень с памятной надписью, что на этом месте будет открыт памятник Ермолову[95]. В июне 2012 года камень демонтировали, и началось возведение постамента для памятника. В июле памятник привезли к месту установки[96] Памятник А. П. Ермолову в Орле был открыт 27 июля 2012 года. Высота скульптуры составляет пять с половиной метров, постамента — четыре метра[97].

#### На Кавказе
- В Грозном в 1888 году у землянки, в которой жил Ермолов при закладке крепости Грозная, на высоком четырёхгранном каменном постаменте был сооружён бронзовый бюст генералу Ермолову, подаренный главнокомандующим Кавказского военного округа генерал-лейтенантом А. М. Дондуковым-Корсаковым (бюст был изготовлен скульптором А. Л. Обером[98]). Землянку окружала решётка, вход в ограду был оформлен в виде каменной плиты, увенчанной крепостными зубцами. На железной двери помещалась надпись: «Здесь жил Алексей Петрович Ермолов»[99]. В 1921 году бюст был снесён[100][101].
- В 1949 году в Грозном был установлен новый бюст Ермолову (скульптор И. Г. Твердохлебов). При Советской власти, по возвращении чеченцев в Грозный после их депортации в 1944 году, бюст неоднократно взрывали (до 12 раз). Однако после каждого раза его восстанавливали вновь. Бюст был снесён в 1989[101].
- станица Ермоловская Терской области — с 1990 года село Алхан-Кала Чеченской республики.
- Ермоловск — прежнее название посёлка Леселидзе, Абхазия. Основан в XIX веке как селение Ермоловск, названное в честь министра земледелия А. С. Ермолова, который в 1894 году побывал в этом селении. Встречающееся в литературе указание на связь ойконима с именем известного генерала Ермолова, главнокомандующего в Кавказской войне, ошибочно[102].
- Памятник Ермолову был установлен 4 октября 2008 года, в городе Минеральные Воды, в сквере «Надежда» неподалёку от Покровского собора города. Скульптуру высотой 2,85 метра установили на трёхметровый гранитный пьедестал. В торжественном митинге, прошедшем в честь открытия памятника, участвовали руководители края и депутаты Государственной думы, казаки Терского войска и представители национальных диаспор. По словам одного из главных инициаторов создания монумента, атамана Минераловодского отдела Ставропольского казачьего округа Терского казачьего войска Олега Губенко, памятник стоимостью около 4 млн руб. можно назвать поистине всенародным. В деле создания монумента приняли участие более 300 предприятий, организаций и простых людей из разных регионов. 21 октября 2011 года неизвестными вандалами памятник был измазан жёлтой краской, этой же краской были нанесены оскорбительные надписи на здании местной администрации и соседнем заборе из профнастила[103].
- В Ставрополе на бульваре Генерала Ермолова (вдоль проспекта Карла Маркса) установлен памятник — бюст на постаменте.
- В сентябре 2010 года памятник Ермолову открыт в Пятигорске (сквер на ул. Лермонтова). Памятник представляет собой скульптуру генерала на коне[104].

#### Другие
- В 1849 году именем Ермолова назван остров (ныне исчез) в Аральском море[105].
- В 1962 году именем генерала названа улица в Москве (улица Генерала Ермолова).
- улицы Ермолова в Дербенте, Можайске, Пятигорске, Кисловодске, Черкесске, Ессентуках, Георгиевске, Михайловске (Ставропольского края).
- улица Ермоловская — прежнее название ул. Чернышевского в Грозном; ул. 1 Мая во Владикавказе; ул. Малюгиной в Ростове-на-Дону; ул. Читадзе в Тбилиси;
- в Москве конная статуя работы Александра Бурганова установлен 6 сентября 2012 на ул. Профсоюзная в районе Коньково
- бюст Ермолова установлен в городе Астрахань на проспекте губернатора Анатолия Гужвина.
- именем генерала названа кадетская школа в Ставрополе[106]
- атолл Ермолова (Таэнга) — Тихий океан, острова Россиян; открыт в 1820 году экспедицией Беллинсгаузена—Лазарева и тогда же назван в честь А. П. Ермолова[107].

### В нумизматике
- В 2012 году Центральным банком Российской Федерации была выпущена монета (2 рубля, сталь с никелевым гальваническим покрытием) из серии «Полководцы и герои Отечественной войны 1812 года» с изображением на реверсе портрета генерала от инфантерии А. П. Ермолова[108].

### В художественной литературе
- Михайлов О. Н. Генерал Ермолов. Исторический роман. — М.: Воениздат, 1983. — 414 с.
- Беспалова Т. О. Генерал Ермолов. Роман. — М.: Дрофа, 2014. — 416 с. — (Всемирная история в романах). — ISBN 978-5-4444-1285-5.

### В названиях кораблей (каронимика)
С 2000 года в г. Калач-на-Дону эксплуатируется многоцелевой теплоход проекта КС-104-02 названный в честь героя Отечественной войны 1812 г.

### В музыке
Российская фолк-металл группа GjeldRune посвятила генералу песню «Ермолов».

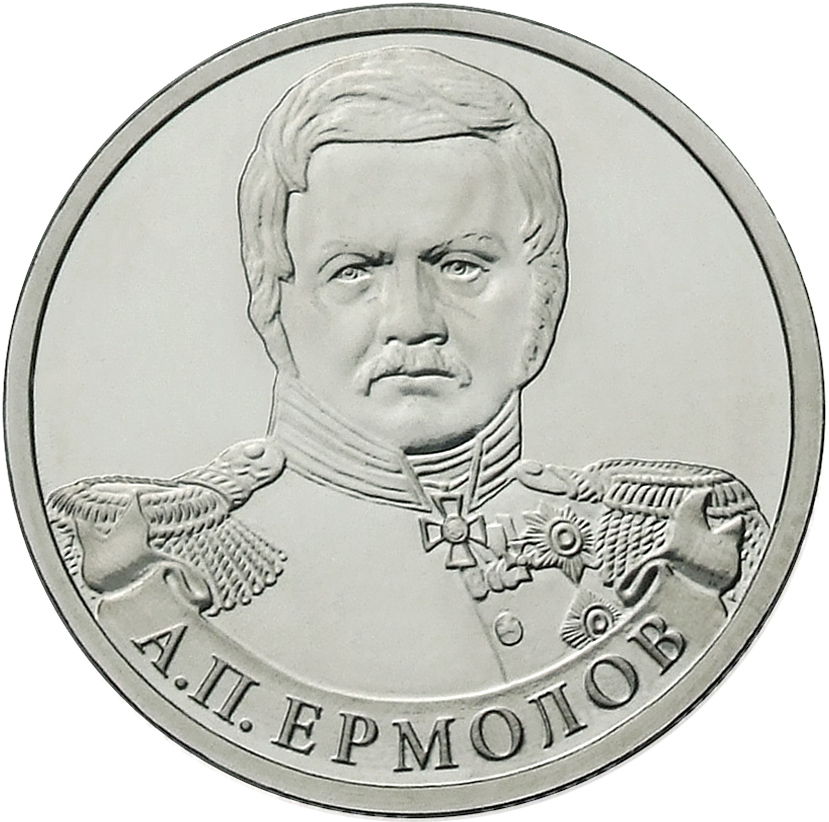
Монета Банка России, 2012 г., 2 рубля. Серия: «Полководцы и герои Отечественной войны 1812 года». Генерал от инфантерии А. П. Ермолов.
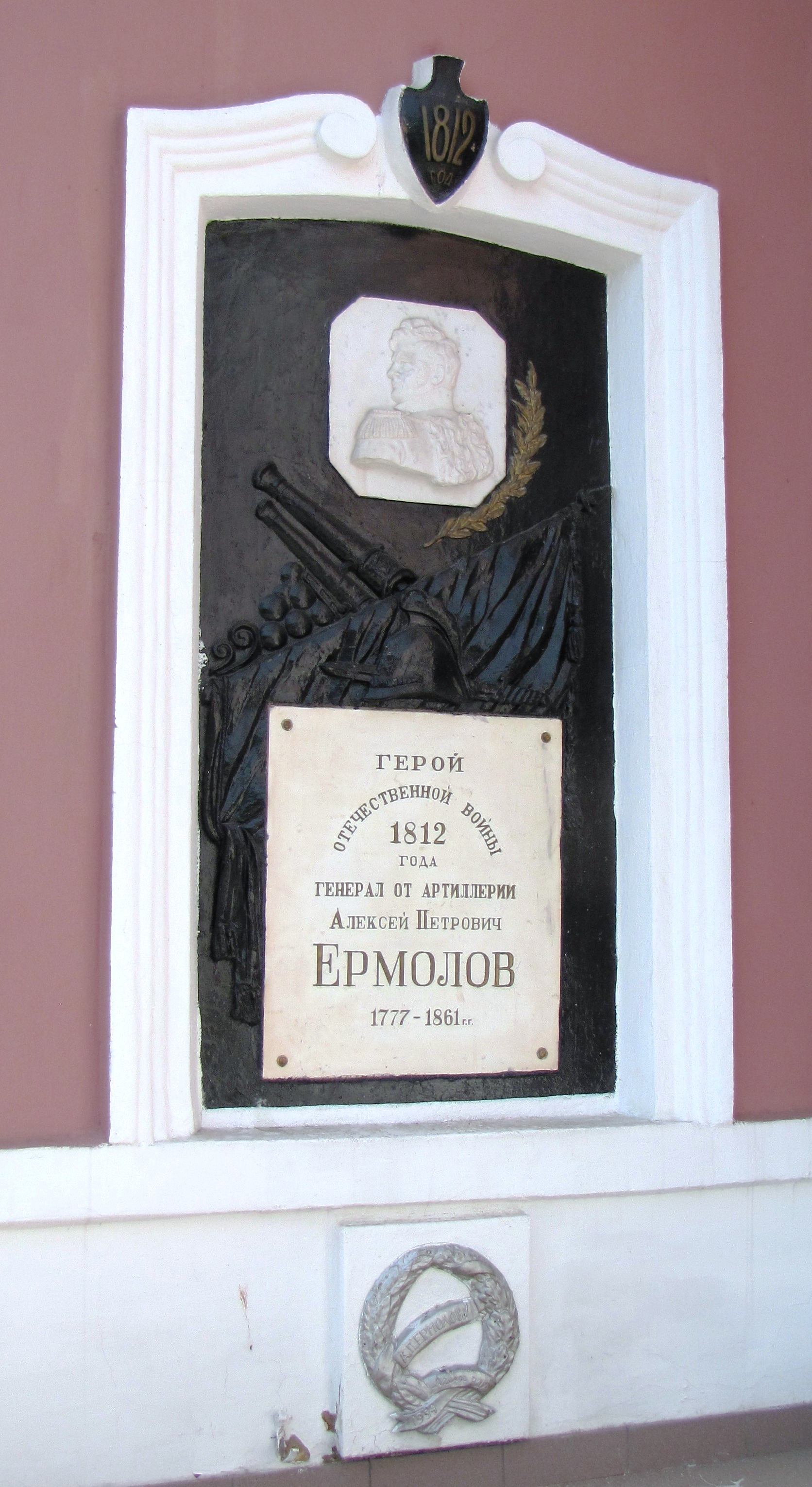
Фамильная усыпальница Ермоловых в Свято-Троицкой церкви в Орле.
Памятник Ермолову в Орле.
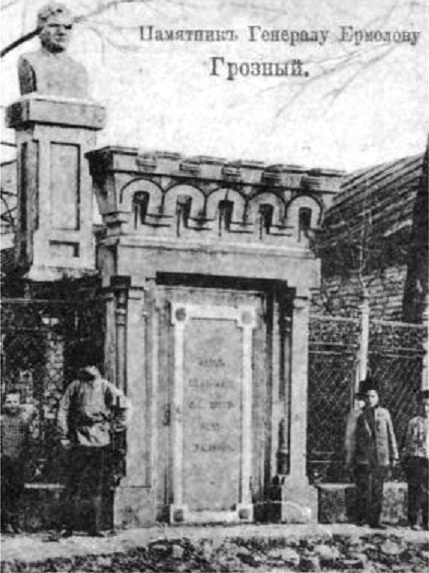
Памятник генералу Ермолову в Грозном (скульптор А. Л. Обер).
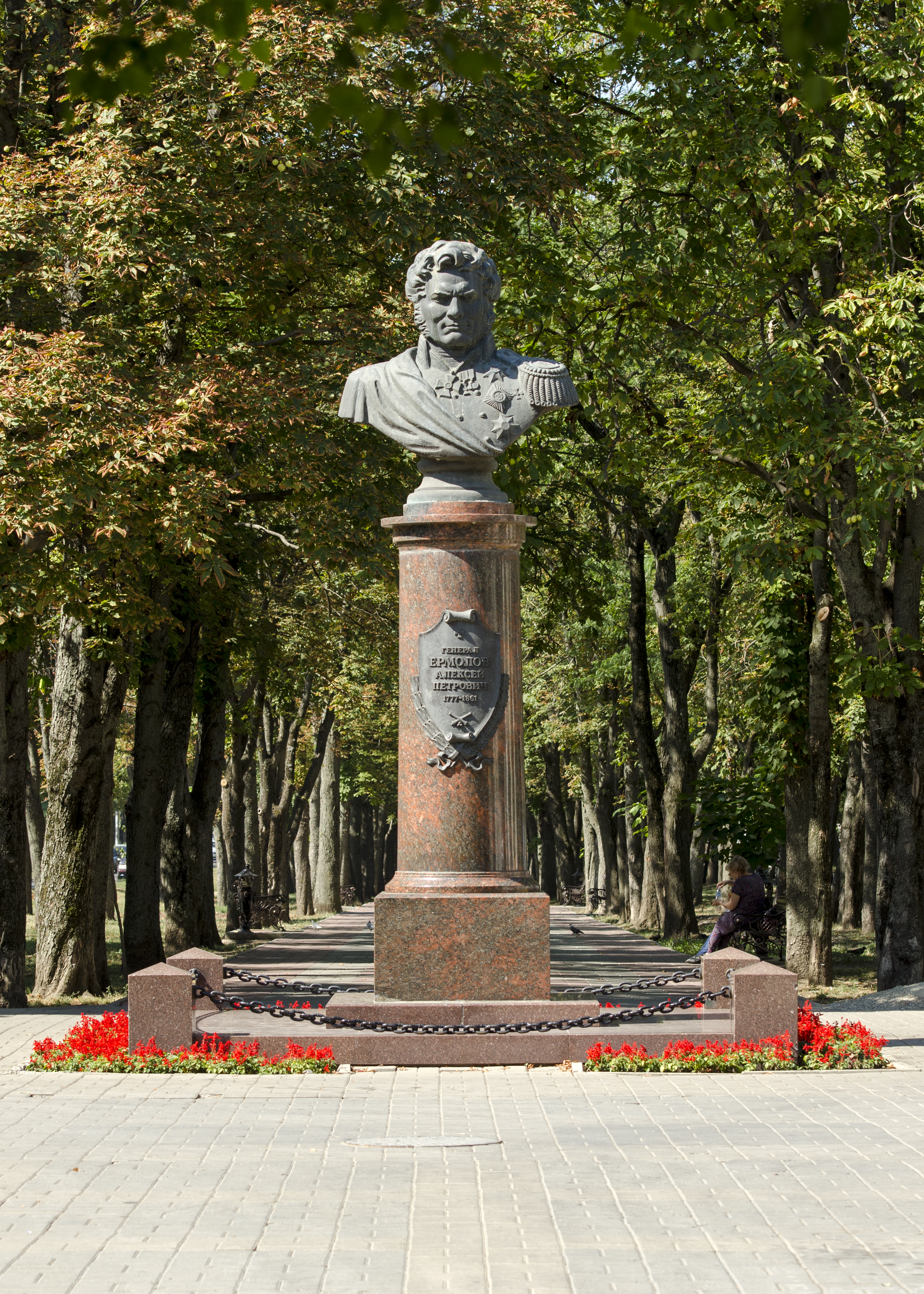
Памятник в Ставрополе.
Памятник в Пятигорске.
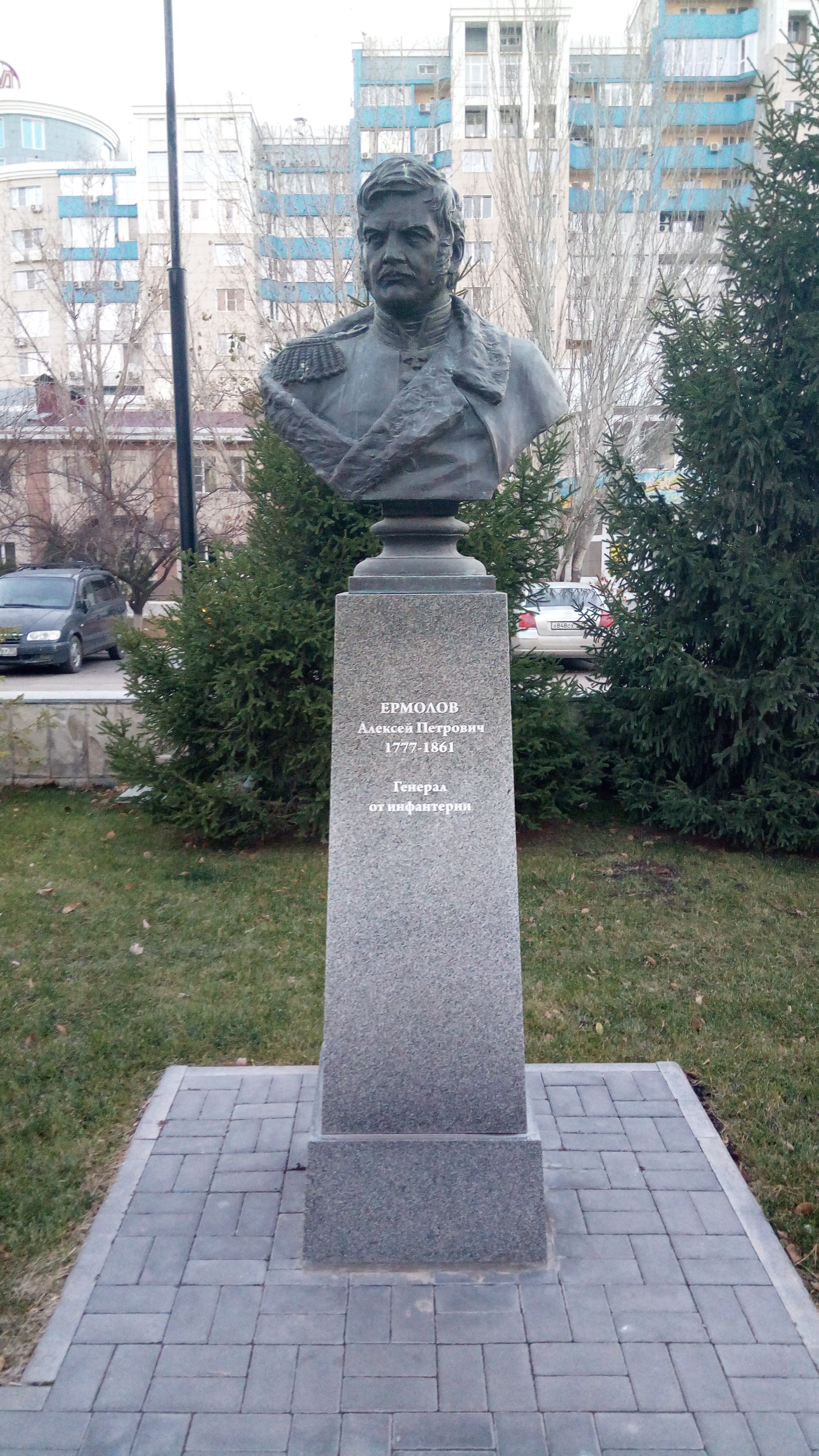
Бюст А. П. Ермолова в Астрахани.
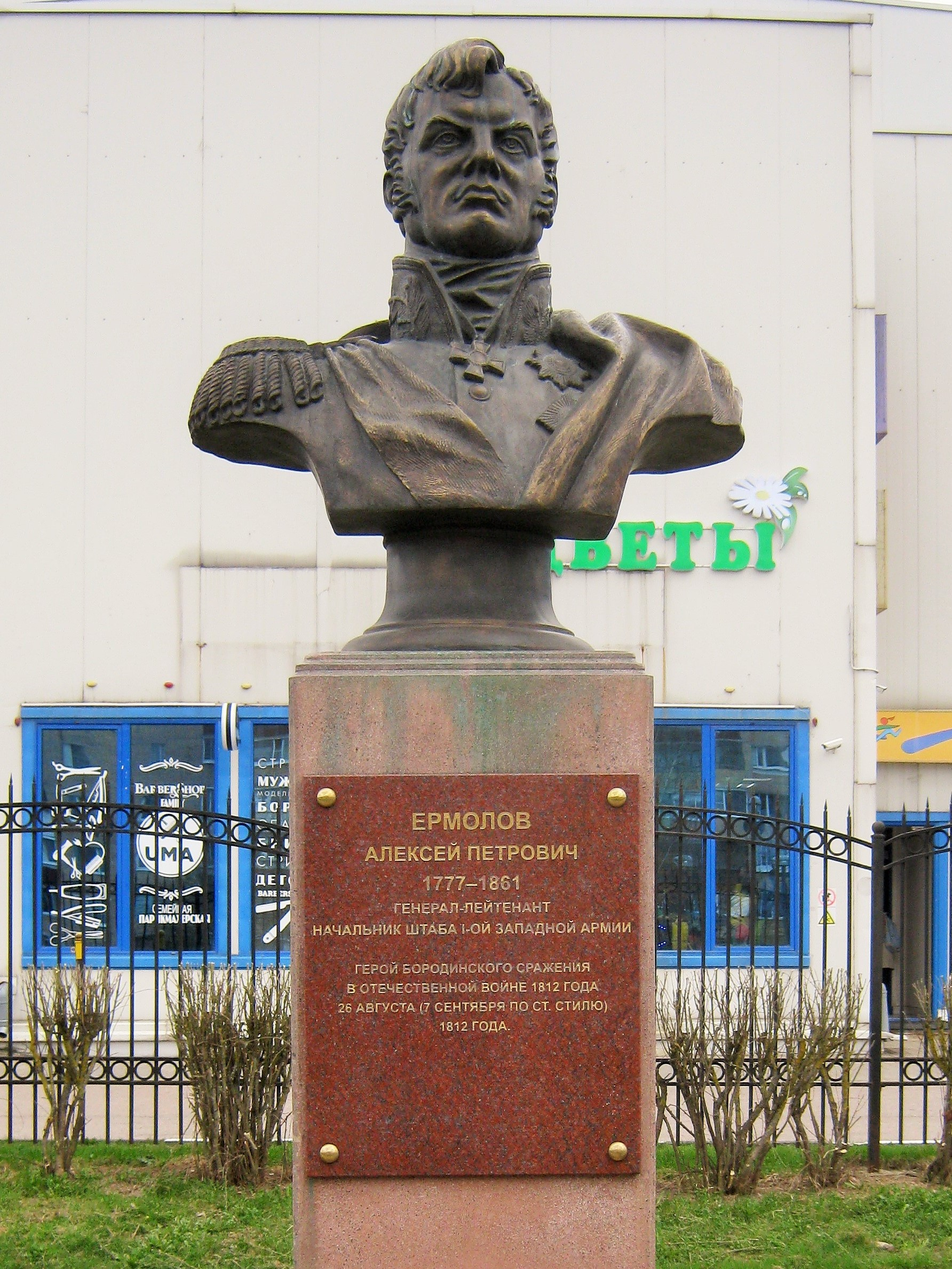
Бюст на аллее Героев в Можайске.

### Символическое значение
В конце XX — начале XXI веков имя Ермолова вновь стало актуальным на юге России в связи с Первой и Второй чеченскими войнами рубежа столетий. Так, на российской военной технике, задействованной в боевых действиях в Чечне, можно было встретить надпись «Ермолов», а в Дагестане в 1999 г. один из участков чеченской границы охранял батальон местных жителей, пожелавший носить имя Ермолова.